# پالوتسا
پالوتسا (به ایتالیایی: Paluzza) یک کومونه در ایتالیا است که در استان اودینه واقع شده‌است.

## خصوصیات
پالوتسا ۷۰٫۰ کیلومترمربع مساحت و ۲٬۴۵۱ نفر جمعیت دارد.